# Shihomi Fukushima
Shihomi Fukushima (en japonés: 福島史帆実, Fukushima Shihomi; Munakata, 19 de junio de 1995) es una deportista japonesa que compite en esgrima, especialista en la modalidad de sable.
Participó en dos Juegos Olímpicos de Verano, obteniendo una medalla de bronce en París 2024, en la prueba por equipos (junto con Risa Takashima, Seri Ozaki y Misaki Emura), y el quinto lugar en Tokio 2020, en la misma prueba.
Ganó una medalla de bronce en el Campeonato Mundial de Esgrima de 2022, en la prueba por equipos.

## Palmarés internacional
| Juegos Olímpicos   | Juegos Olímpicos  | Juegos Olímpicos  | Juegos Olímpicos  |
| Año                | Lugar             | Medalla           | Prueba            |
| ------------------ | ----------------- | ----------------- | ----------------- |
| 2024               | París (Francia)   | Medalla de bronce | Sable por equipos |
| Campeonato Mundial |                   |                   |                   |
| Año                | Lugar             | Medalla           | Prueba            |
| 2022               | El Cairo (Egipto) | Medalla de bronce | Sable por equipos |